# Flugpate

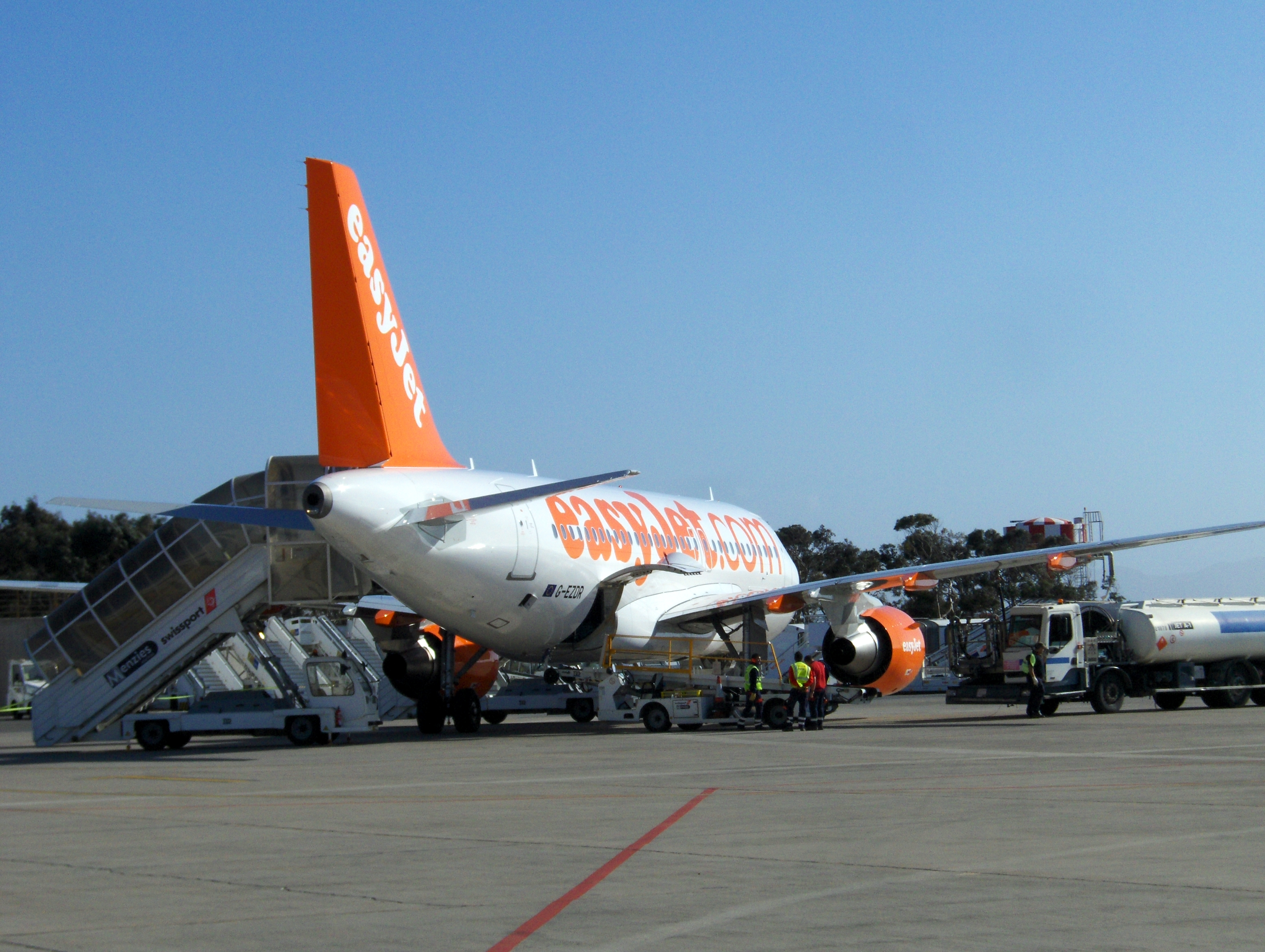
Ladevorgang

Als Flugpaten bezeichnet man umgangssprachlich Reisende, die während eines Fluges die "Patenschaft" für ein Tier übernehmen, damit es auf deren Namen und in einer geeigneten Tiertransportbox im Frachtraum des Flugzeugs oder bei kleineren Tieren im Passagierraum mitreisen kann.

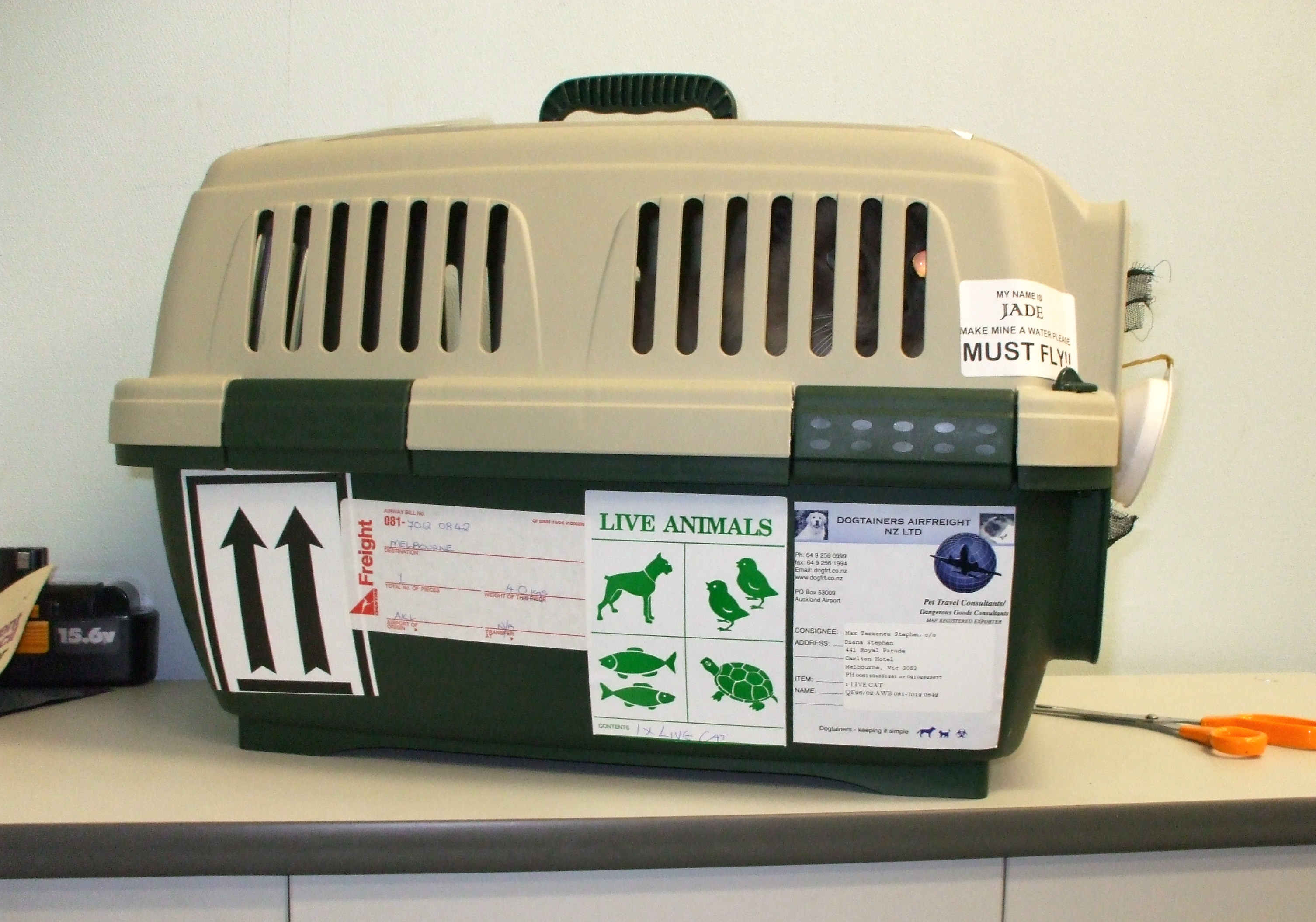
Für Luftreisen geeignete Tiertransportbox aus Kunststoff

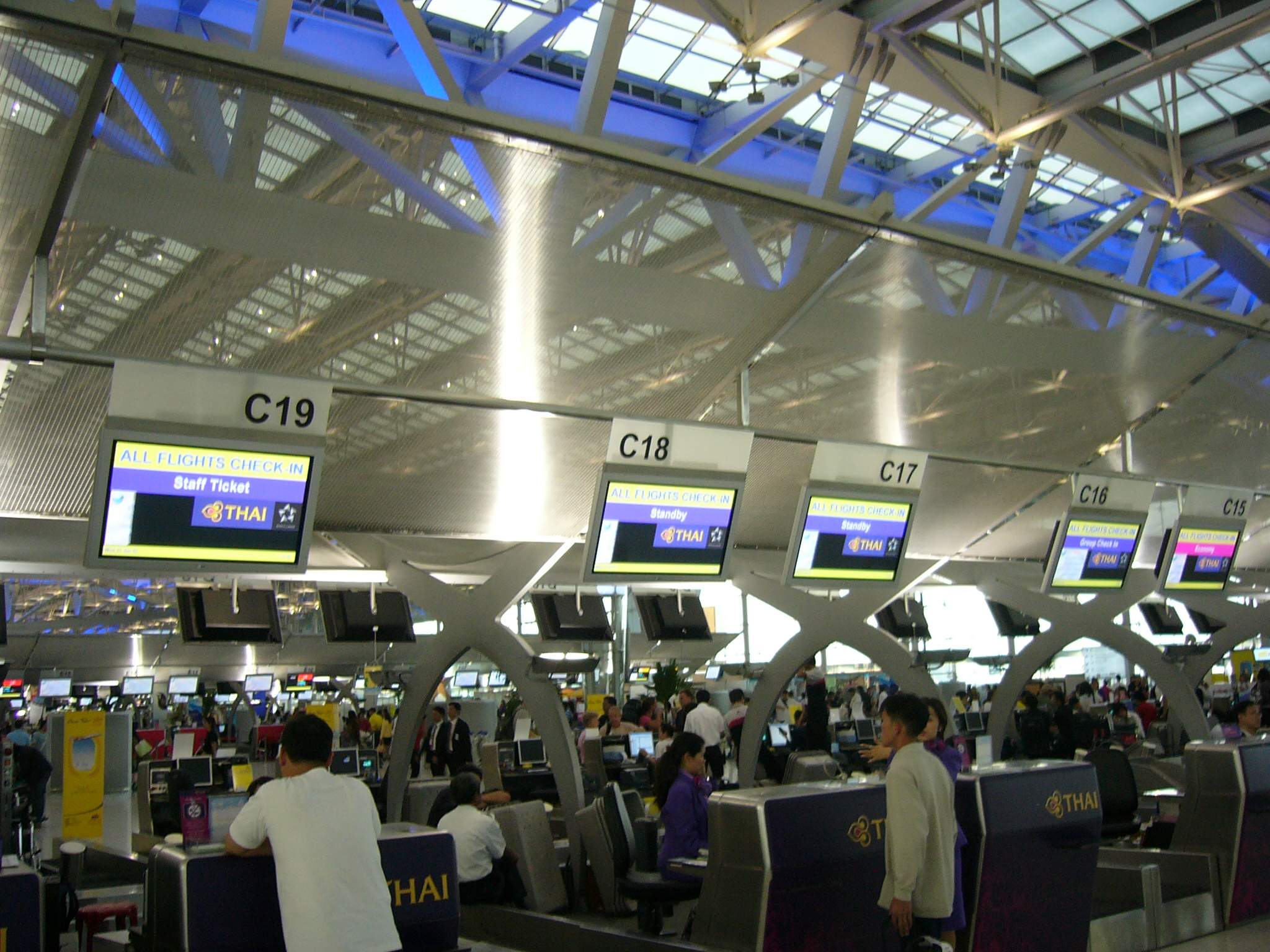
Check-in-Schalter in einem Großflughafen

Dabei wollen die Paten keine rechtliche oder moralische Verpflichtung im Sinne einer Patenschaft eingehen, sondern stellen lediglich einen nicht genutzten Teil ihres Anspruches auf Beförderung gegenüber der Fluggesellschaft unentgeltlich zur Verfügung. Die gegebenenfalls entstehenden Mehrkosten für die Beförderung werden vor Ort von den Tierschutzorganisationen übernommen, die das Tier vermittelt haben. Ob ein Tier überhaupt mitgenommen werden kann, und wenn ja, wie viel eine Mitnahme kostet, ist von der jeweiligen Fluggesellschaft abhängig. Vor der Mitnahme von Tieren sollte der Flugkunde unbedingt schon vor der Flugbuchung bei der Fluggesellschaft die Mitnahmemöglichkeiten abklären, um Komplikationen oder sogar einen Ausschluss vom Flugtransport zu vermeiden.
Manche Fluggesellschaften setzen voraus, dass das zu transportierende Tier im Eigentum des Reisenden steht. Als Eigentümer sind Flugpaten dann allerdings gegenüber staatlichen Stellen (Zoll, Veterinärbehörden) im Aus- und Einfuhrland voll verantwortlich und haften für Verstöße z. B. gegen Impfbestimmungen.
Die Organisation und Abwicklung der erforderlichen Untersuchungen, Impfungen, Papiere und Bescheinigung, das Einchecken und Auschecken sowie die Organisation eines geeigneten Behältnisses wird durch die Tierschutzorganisation übernommen. Dazu ist in der Regel sowohl beim Abflug im Urlaubsland als auch bei der Ankunft ein Beauftragter der Tierschutzorganisation vor Ort.
Flugpatenschaften werden vor allem bei Rückreisen aus Mittelmeerländern in Anspruch genommen oder gesucht, da in der Regel viele Haustiere aus Tierheimen in diesen Ländern nach Deutschland vermittelt werden. Vor allem in Spanien, insbesondere den Kanarischen Inseln und den Balearen, in Portugal, in Italien, in der Türkei und in Griechenland warten zahlreiche Haustiere auf die Beförderungsmöglichkeit durch Flugpaten.
Die Rechtslage für Flugpaten ist – insbesondere bei Nicht-EU-Ländern – komplex, da die Einfuhrbestimmungen für Laien sehr schwer überschaubar sind. Während der private Tiertransport vielfach Erleichterungen unterliegt, gelten für die gewerbliche Einfuhr (aus Drittländern) bzw. das gewerbliche Verbringen (innerhalb der EU) schärfere Anforderungen, die sich u. a. aus der Binnenmarkt-Tierseuchenschutzverordnung ergeben. Verantwortlich für die Einhaltung der Bestimmungen zum Schutz vor der Einschleppung von Tierseuchen wie z. B. Tollwut ist in diesen Fällen der jeweilige Flugpate. Entsprechende Risiken bestehen auch bei beliebten Urlaubsländern wie der Türkei, Ägypten, Marokko oder Tunesien. Verstöße lassen sich zum Teil nur durch Rückführung der Tiere, Quarantänisierung oder gar Tötung der Tiere realisieren. Für die dadurch entstehenden Kosten haftet gegenüber den Behörden zumindest auch der Flugpate.

## Kritik
Zwischenzeitlich mehren sich Erkenntnisse, dass private Flugpaten auch von solchen Einzelpersonen oder Organisationen eingeschaltet werden, die die Tiere in den Herkunftsländern gezielt für den deutschen Heimtiermarkt züchten (BT-Drs. 17/10572 S. 46).